# Kapuzinerkloster Überlingen
Das Kapuzinerkloster Überlingen ist ein ehemaliges und größtenteils abgegangenes Kloster des Kapuzinerordens. Es bestand von 1619 bis zur Säkularisation 1806 und gehörte zu den frühesten Niederlassungen der Schweizerischen Kapuzinerprovinz am Bodensee. Von den Konventsgebäuden ist heute nur noch die profanierte und stark umgestaltete Klosterkirche erhalten.

## Geschichte

### Klosterzeit
Um das Jahr 1600 begann die Schweizerische Kapuzinerprovinz. sich am Bodensee auszubreiten. 1613 zog das Provinzkapitel die Reichsstadt Überlingen als Ort für eine neue Niederlassung in Betracht, was vom Überlinger Magistrat begrüßt wurde. Die Stadt stellte dem Orden einen Bauplatz außerhalb der westlichen Stadtmauer vor dem Grundtor zur Verfügung (heute im Bereich der Bahnhofstraße Nr. 5), im April 1619 fand die Grundsteinlegung unter Beisein von zahlreichen Gästen und dem Abt der Reichsabtei Salem Thomas I. statt. Nachdem die vor allem durch Spenden finanzierten Bauarbeiten im Jahr 1621 fertiggestellt wurden, konnte am 8. September des Jahres der Konstanzer Weihbischof Johann Jakob Mirgel die Klosterkirche zu Ehren Mariä Opferung weihen und die Patres ihr Kloster beziehen.

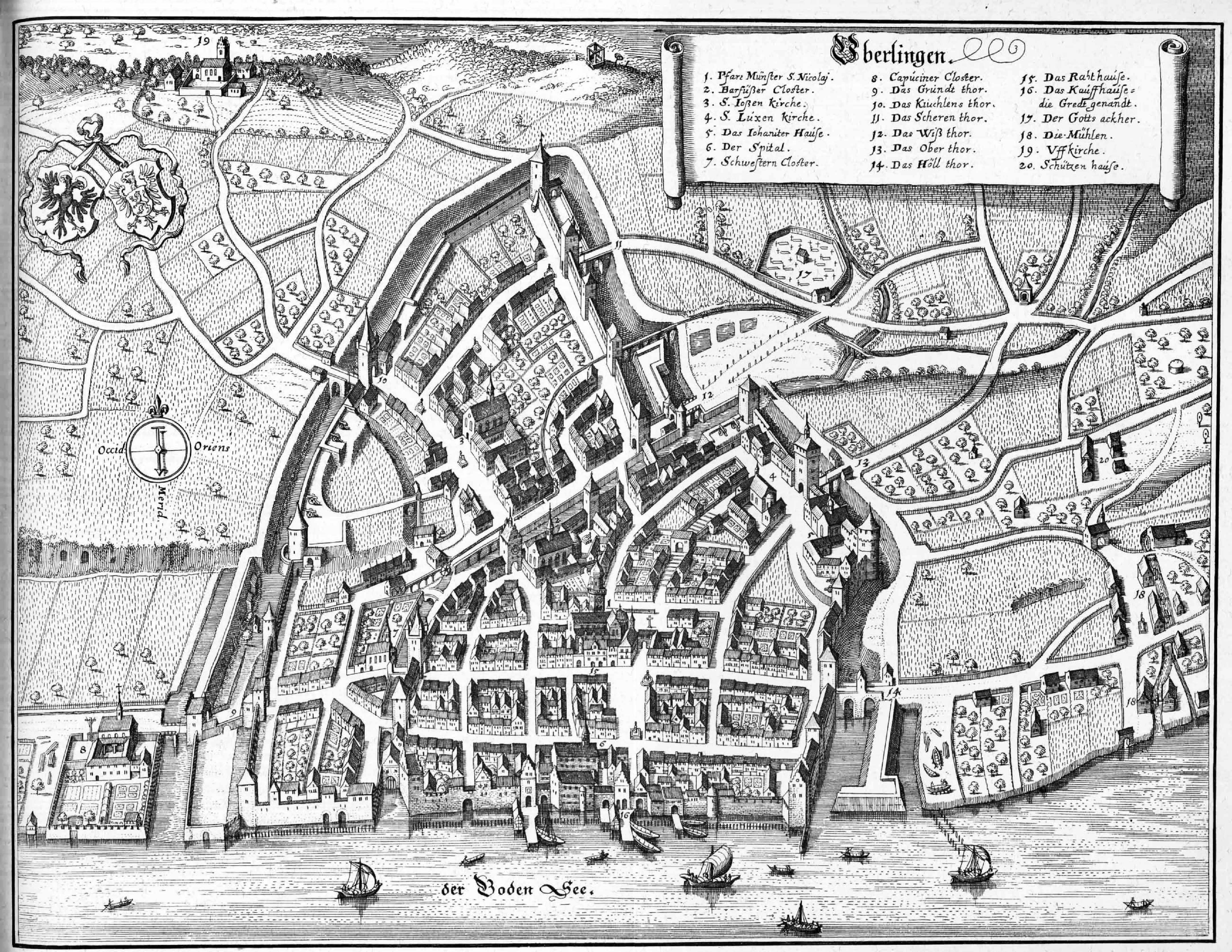
Überlingen in der Topographia Sueviae um 1640/43. Das Kapuzinerkloster befindet sich links unten (Nr. 8)

Als der Dreißigjährige Krieg an den Bodensee vordrang und 1634 der schwedische Feldherr Gustaf Horn mit dem württembergischen Kommandanten Konrad Widerholt samt Truppen Überlingen erfolglos belagerten, diente das Kapuzinerkloster direkt vor der Stadtmauer als Stützpunkt der Belagerer, was dazu führte, dass die gesamten Konventsgebäude nach dem Abzug der Truppen aus Sicherheitsgründen durch die Stadt abgebrochen wurden. Die Ordensbrüder erhielten derweil ein Notquartier im Überlinger Stadtgebiet. Durch die scheinbare Entspannung der militärischen Lage wurde am 29. April 1640 das Kloster am alten Standort neugeweiht, jedoch drei Jahre später wieder abgerissen, da ein erneuter (diesmal erfolgreicher) Angriff durch Widerholt drohte und die Stadt folglich besetzt wurde. Dieser zweite Klosterbau bestand zwar nur drei Jahre, wurde aber auf der Kupferstich-Stadtansicht Überlingens um 1640/43 durch Matthäus Merian in der Topographia Sueviae (Topographia Germaniae) abgebildet, so dass man sich heute noch einen Eindruck machen kann, wie die zweite Klosteranlage etwa aussah.
Erst nach dem Westfälischen Frieden konnte sich der Stadtrat mit dem Neubau des Kapuzinerkloster befassen und beschloss 1651, dass der Neubau nun im Schutz der Überlinger Stadtmauer zu erfolgen habe. Der neue Bauplatz befand sich in der Fischerhäuservorstadt am Steckenmarkt, südlich an den See angrenzend. Am 23. August 1654 fand die Grundsteinlegung statt. Der abermals durch Spenden aus der Überlinger Bürgerschaft finanzierte nunmehr dritte Klosterbau samt barocker Hallenkirche mit Rechteckchor und großem Klostergarten wurde schließlich am 27. Oktober 1658 vom Konstanzer Fürstbischof Franz Johann Vogt von Altensumerau und Prasberg mit dem Patrozinium der beiden Vorgängerbauten geweiht.
Vor allem durch die Ereignisse im Dreißigjährigen Krieg und die zweimalige Zerstörung der Klostergebäude erfuhren die Kapuziner in der katholisch gebliebenen Reichsstadt bis zur Säkularisation großen Zuspruch, was durch immer wieder erfolgte Spenden an den Orden sowie die Mitgliedschaften von mehreren Bürgersöhnen nachweisbar ist.
Seit der Gründung der vorderösterreichischen Kapuzinerprovinz im Jahr 1668 galt der Überlinger Konvent als „Reservoir an ordenseigenen Nachwuchs“.
Im Jahr 1751 widmeten sie dem heiligen Ordenspriester Fidelis von Sigmaringen eine kleine, an ihr Kloster angebaute Kapelle. Die Fideliskapelle war auch  Namensgeber des benachbarten Stadttors (vorher Rudlfstor genannt) im inneren Stadtmauerring (Fidelistor, auch als Kapuzineror bezeichnet; 1865 abgebrochen). Nach Gründung der Schwäbischen Kapuzinerprovinz 1781 wurde das Kloster dort eingegliedert.
Im Zuge der Säkularisation Anfang des 19. Jahrhunderts wurde das noch von zwölf Patres und vier Brüdern bewohnte Kloster erst dem Deutschen Orden zugesprochen, bis es 1805 in Besitz des Hauses Baden gelangte. Baden verfügte bereits im Frühjahr 1806 über die Auflösung des Kapuzinerklosters, den noch übrigen Ordensbrüdern wurde ab 1809 das aufgelöste Überlinger Franziskanerkloster als Wohnung zur Verfügung gestellt. 1817 lebten dort noch vier Brüder, drei Jahre später starb dort der letzte von ihnen. Die noch erhaltenen Reste der klostereigenen Bibliothek wurden 1832 Teil der Leopold-Sophien-Bibliothek.

### Aufgaben und Tätigkeiten
Die Arbeit der Kapuziner in Überlingen umfasste die für den Bettelorden typischen Aufgaben wie seelsorgerische Tätigkeiten, Predigt und Armenfürsorge. Dabei wirkte ihre Seelsorge nicht nur in der Reichsstadt, sondern auch in angrenzenden Gebieten wie der vorderösterreichischen Landgrafschaft Nellenburg. Besonders verdient machte sich der Orden um die Versorgung von Pestkranken während einer Epidemie im Jahr 1635.
Einzelne Ordensmitglieder waren auch um die Förderung der städtischen Schuleinrichtungen bemüht, etwa Pater Salesius Wiener, der 1786 eine „Normalschule“ einrichtete (im Gegensatz zu den Franziskanern in Überlingen, die die Lateinschule führten). Diese Normalschule war eine Grundlage für die spätere Volksschule.

## Nach der Säkularisation
Die badische Regierung veräußerte 1809 das ehemalige Kapuzinerkloster an einen Überlinger Gastwirt, der dort eine Badeanstalt mit Gastwirtschaft „Zum Schwanen“ einrichtete, die von der benachbarten Heilquelle gespeist wurde. Gleichzeitig begann der teilweise Abbruch der Klostergebäude, um durch Verkauf der Materialien das Bad finanzieren zu können.

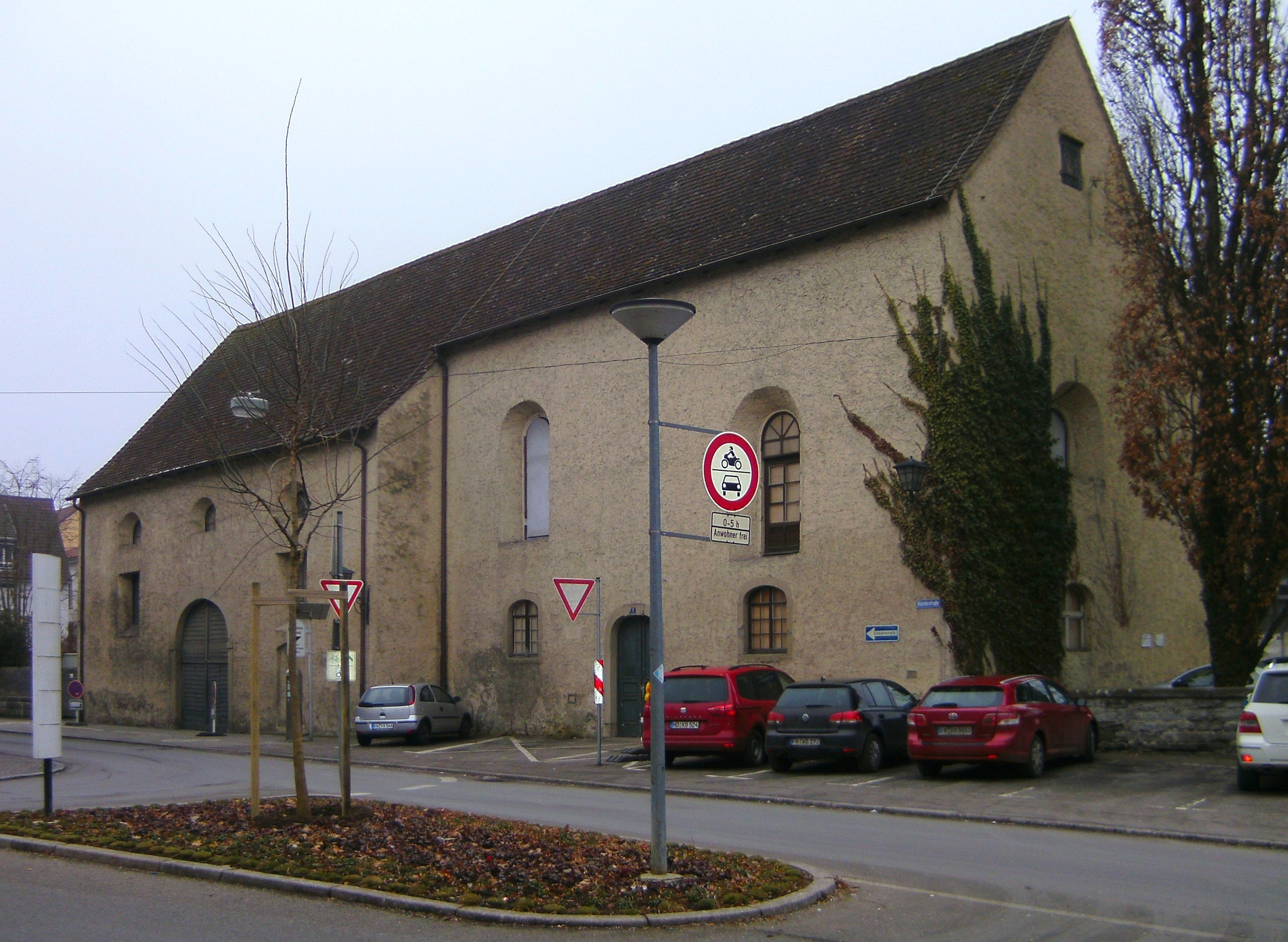
Nordseite der ehemaligen Kapuzinerkirche

Nach dem wirtschaftlichen Niedergang der Badeanstalt „Zum Schwanen“ erwarb die Stadt im Jahr 1818 die gesamte Anlage. Sie gelangte aber kurz darauf wieder in private Hand. Zu dieser Zeit wurde die Kapuzinerkirche schließlich komplett ausgeräumt (der Altar wurde u. a. in die Sipplinger St. Martinskirche gebracht, wurde aber 1896 ersetzt) und im  Zusammenhang mit dem Bau des benachbarten Bad-Hotel, um 1825, schließlich die Reste der Klostergebäude abgebrochen. Das nun freie Gelände der abgegangenen Konventsgebäude mit dem ehemaligen Klostergarten gestaltete man mit der Zeit (um 1830 und 1861) zum heutigen Badgarten (auch Kurgarten) um.
Nur die profanierte Kirche blieb erhalten und diente rund hundert Jahre lang als „Badscheuer“ und Unterbringungsort für weniger wohlhabende Badegäste des Bad-Hotels. Mit der Zeit entfernte man dort alle Hinweise darauf, dass das Gebäude rund 150 Jahre lang als barocke Bettelordenskirche genutzt wurde (u. a. wurden Dachreiter, Stuck und Gewölbe entfernt, Fenster zugemauert und umgeformt). Nur die Form des Baukörpers und einige Fensteröffnungen lassen noch den ursprünglichen Zweck erkennen. 1851 gelangte die Kirche wieder in städtischen Besitz. Um 1910 nutzte man sie für einige Zeit als Theater- und Konzertsaal und im restlichen 20. Jahrhundert hauptsächlich als Remise, Lagerraum, Werkstatt sowie zeitweise als Magazin.

### Heutige Nutzung

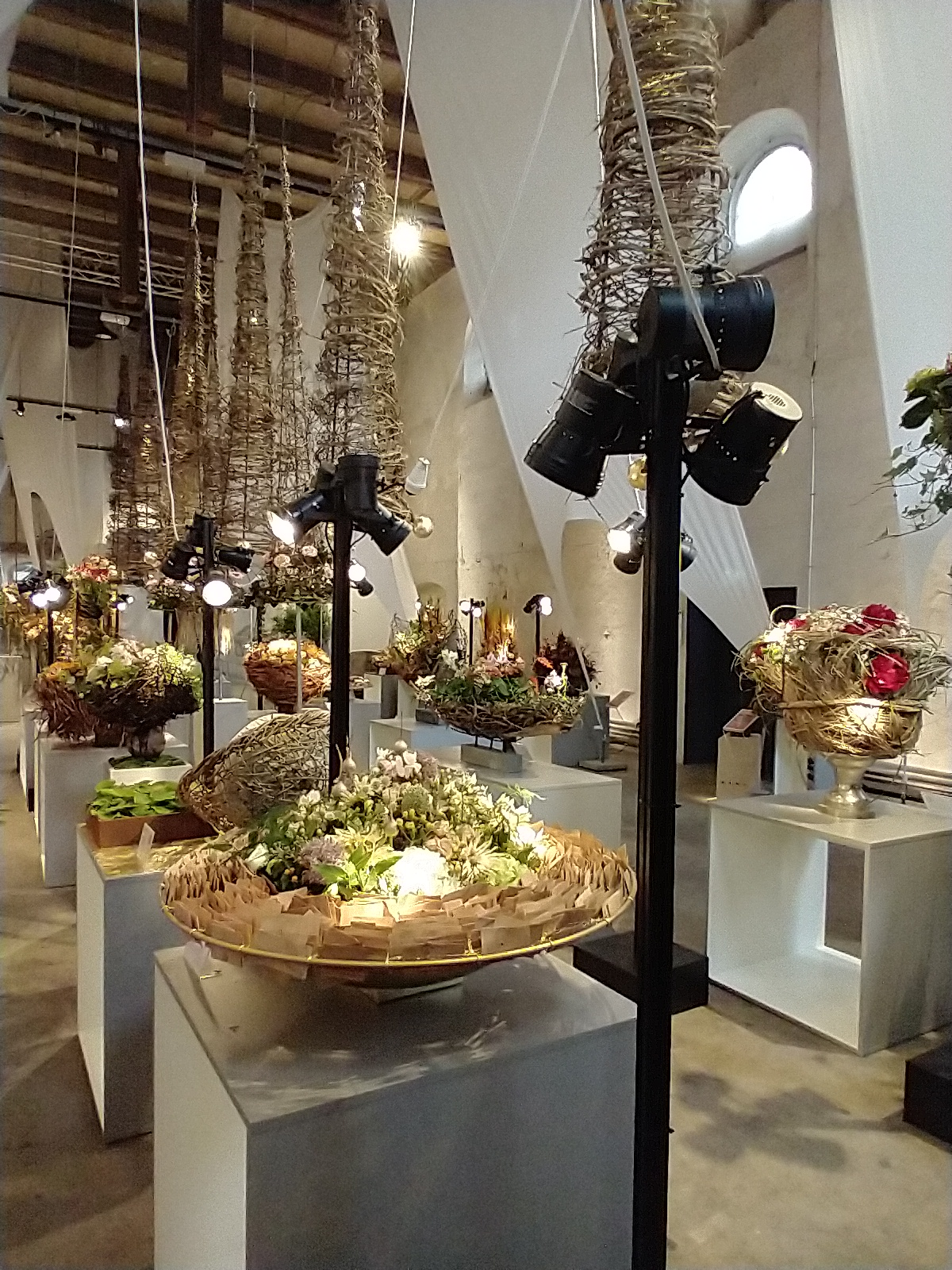
Blumenhalle in der ehemaligen Kapuzinerkirche, 2021

Die nach wie vor im städtischen Besitz befindliche Kapuzinerkirche dient seit einer teilweisen, eher oberflächlichen Instandsetzung 2002/2003 (wie bereits um 1910) als Ort für kulturelle Veranstaltungen, darunter (in Zusammenarbeit mit dem Theater Konstanz) seit 2003 als Spielstätte für das Sommertheater.
Wegen Einsturzgefahr des maroden Dachstuhls musste das Gebäude im Dezember 2017 komplett gesperrt werden, wodurch das Sommertheater 2018 in einen mobilen Pavillon ausweichen musste. Nach erfolgten Sanierungsarbeiten wurde die ehemalige Kapuzinerkirche während der Landesgartenschau 2021 durch den Fachverband Deutscher Floristen als Blumenhalle genutzt.